# 하야호시촌
하야호시촌(速星村)은 도야마현 네이군 있던 촌이다.

## 역사
- 1889년 4월 1일 - 정촌제 시행에 의해 네이군 하야호시촌이 성립하였다.
- 1942년 6월 1일 - 하야호시촌 및 우사카촌이 합병해, 후추정이 성립하였다.

## 참고문헌
- 『市町村名変遷辞典』東京堂出版、1990年。